# Marine FC
Marine Football Club is een Engelse voetbalclub uit Crosby, Merseyside. De club werd opgericht in 1894 en komt uit in de National League North.

## Geschiedenis
De club werd opgericht in 1894 door een groep lokale zakenmensen en ex-studenten. De naam Marine is afkomstig van het hotel waarin de oprichters elkaar ontmoetten. In 1903 verhuisde de club naar de huidige locatie, het Arriva Stadium (voorheen bekend als Rossett Park).
Door meerdere kampioenschappen in lokale competities kreeg de club al snel meer bekendheid. Het grootste succes werd geboekt in het seizoen 1931/32, toen de finale van de FA Amateur Cup werd bereikt. Voor 22.000 toeschouwers werd op Upton Park met 7-1 verloren van Dulwich Hamlet FC.
In 1972 werd Roly Howard aangesteld als trainer van het eerste team. In een onafgebroken periode van 33 jaar, wat overigens nog altijd een erkend wereldrecord is, kwam hij tot 1.975 competitiewedstrijden en won hij dertig prijzen. Zijn termijn werd beëindigd na het seizoen 2004/05.
Nadat Marine altijd een amateurclub was geweest, werd het in 1974 een professionele club. In vijf seizoenen won de club drie keer de Cheshire League, alvorens het in 1980 promoveerde naar de Northern Premier League. Tweemaal werd het kampioenschap behaald (in 1993/94 en 1994/95), tweemaal eindigde de club als tweede, en driemaal won het de League Cup (in 1984/85, 1991/92 en 2002/03).
In 2022 promoveerde Marine naar de Northern Premier Football League Division, het zevende niveau van Engeland. In 2024 promoveerde de club via play-offs naar de National League North.

## Stadion
De club speelt haar thuiswedstrijden in het Arriva Stadium, dat tot 2006 bekend was als Rossett Park. Het stadion beschikt over 3.185 plaatsen, waarvan 389 zitplaatsen.
In 2011 maakte de club plannen bekend om het stadion te vernieuwen. Onder andere nieuwe lichtmasten en een overdekte tribune met 130 zitplaatsen zijn onderdeel van deze plannen.